# Hestesletten
Hestesletten (54°18′S 36°31′O / -54.300, -36.517) es una llanura glaciar entre los Lagos Hamberg y Bahía Cumberland Este de la isla San Pedro del archipiélago de las Islas Georgias del Sur. Está cubierta por matas de hierba y tiene casi 3.2 km de largo en una dirección noreste-suroeste y de ancho 1.2 km.